# Bredebro

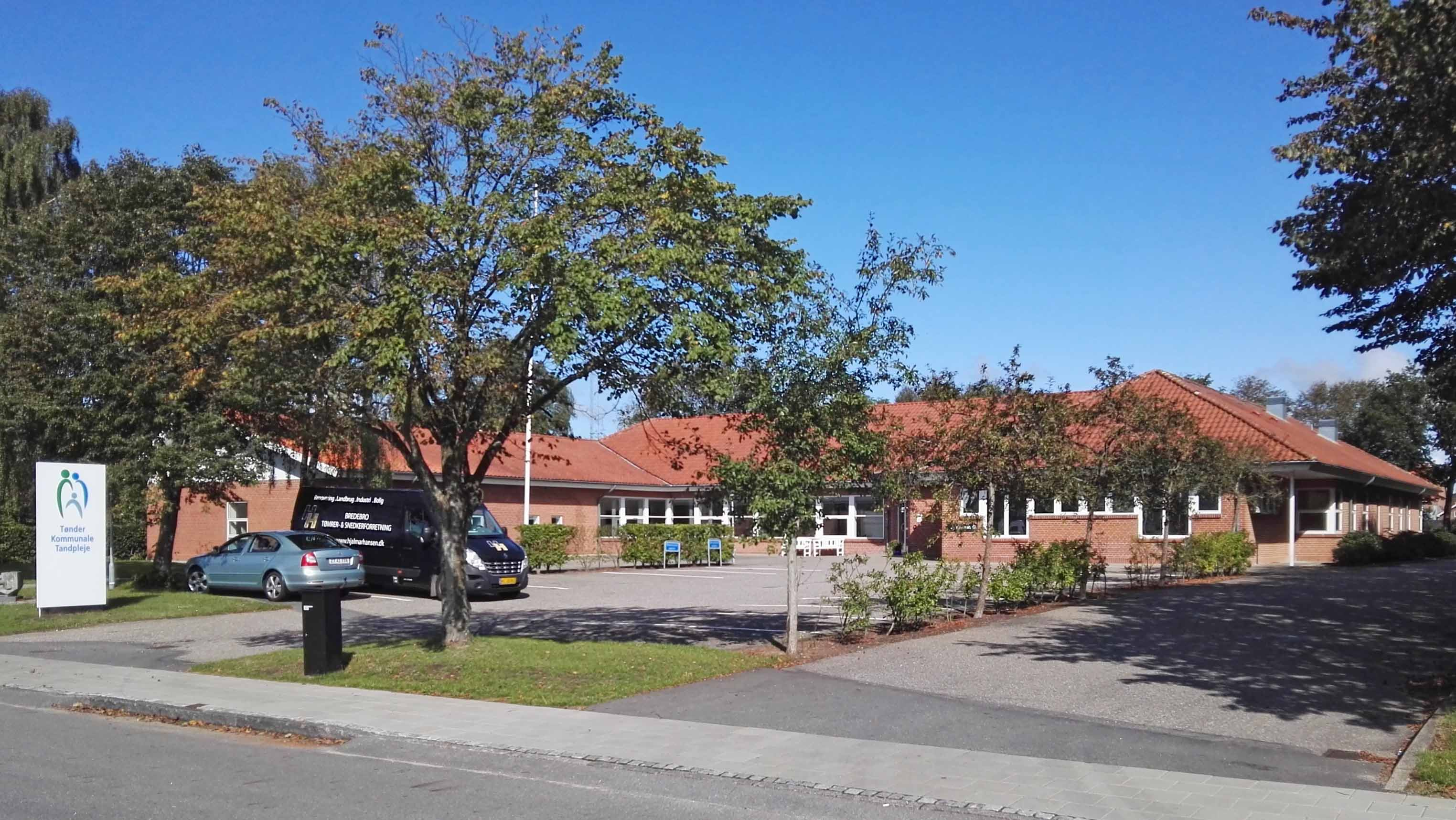

Bredebro é um município da Dinamarca, localizado na região sul, no condado de Sonderjutlândia.
O município tem uma área de 150,51 km² e uma  população de 3 680 habitantes, segundo o censo de 2005.